# Ouled Khalouf
Ouled Khalouf è un comune dell'Algeria, situato nella provincia di Mila.